# 음향심리학
음향심리학(Psychoacoustics)은 소리 지각 (심리학) 및 청각학, 즉 인간의 청각계가 다양한 소리를 인식하는 방법에 대한 과학적 연구를 포함하는 정신물리학의 한 분야이다. 보다 구체적으로 말하면 소리(잡음, 말, 음악 포함)와 관련된 심리적 반응을 연구하는 과학 분야이다. 음향심리학은 심리학, 음향학, 전자 공학, 물리학, 생물학, 생리학, 컴퓨터 과학을 포함한 학제간 분야이다.

## 같이 보기
- 음악심리학
- 착청
- 음높이
- 심리언어학
- 부호율-변형 이론
- 사운드 마스킹
- 음성 인식
- 음색